# Arabské písmo
Arabské písmo je stejně jako řecké nebo hebrejské založeno na fénickém typu písma. Na rozdíl od latinky má pouze psanou formu písma. Nemá sice velká a malá písmena, ale zato většina písmen má 4 podoby: pro výskyt na počátku slova, uprostřed, na konci nebo samostatně. Stejně jako hebrejština se píše zprava doleva a obvykle nezaznamenává krátké samohlásky. Výjimkou jsou náboženské texty, učebnice a slova, kde by mohlo dojít k záměně. V takových textech se používají speciální značky pro samohlásky a hovoříme o takových textech jako o vokalizovaných.
Přejatá cizí slova se často píší s dlouhými samohláskami jen proto, aby byla naznačena jejich výslovnost, kterou jinak u arabských slov Arab pozná z kontextu.[zdroj?]
Arabské písmo se šířilo spolu s islámem a přijaly ho i další jazyky, s arabštinou zcela nepříbuzné: perština, paštština, balúčština, urdština, ujgurština, některé texty psané v staré albánštině aj. Pro tyto jazyky se v písmu objevily další znaky, které arabština nevyužívá, např. P, Č, V. Některé jazyky (např. turečtina či kazaština) později vyměnily arabské písmo za latinku nebo cyrilici.

## Přehled

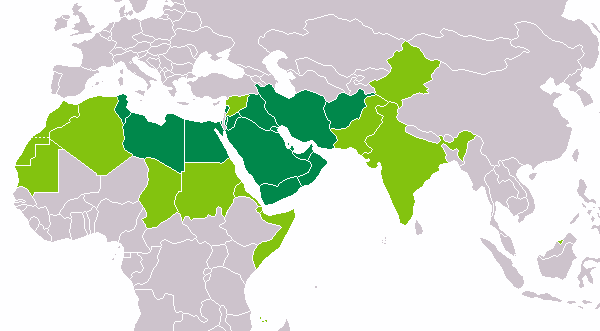
Jediný oficiální systém zápisu.
Státy, ve kterých se kromě tohoto písma používá i jiné.

Základní znaky používané pro arabštinu v osamoceném tvaru jsou následující. (Pořadí znaků není v tabulce znázorněno arabsky zprava doleva, ale evropsky zleva doprava.)
| ا | ب | ت | ث | ج | ح | خ | د | ذ | ر |
| ز | س | ش | ص | ض | ط | ظ | ع | غ | ف |
| ق | ك | ل | م | ن | ه | و | ي |   |   |

Znak hamza označuje ráz, tedy zvuk, který v češtině předchází samohlásce. (např. mezi e a u ve slově „neumím“) Hamza se může objevit i na konci slova (např. v názvu الدار البيضاء). I když pak nemusí být ve výslovnosti slyšitelná, začne být důležitá např. při připojení pádové koncovky -u (vyslovíme bajdá'u, nikoli bajdau). Jestliže se má hamza objevit před alifem, píše se jako vokalizační značka nad něj (pokud následuje samohláska a nebo u) nebo pod něj (pokud následuje i). Podobně se mohou stát nositeli hamzy i písmena wáw a ya. Slova začínající samohláskou se proto často píší na začátku s alifem a hamzou. Hamza odpadá v případě, že se slovo má podle pravidel ve výslovnosti navázat na předcházející slovo. (Proto se hamza nevyskytuje nad nejčastějším začátkem arabských jmen, totiž nad členem al-.) Tato pravidla ovšem nejsou vždy dodržována striktně, a tak se stává, že autor hamzu vynechá i tam, kde by měla být.
Znak madda nad alifem se píše tam, kde by po sobě následoval alif s hamzou a alif bez hamzy (tj. dlouhé á s rázem na začátku slova). Kromě arabštiny ho lze relativně často pozorovat v perských a kurdských zeměpisných názvech (např. آزربايجان Ázerbájdžán, آزاد كشمير Ázád Kašmír aj.)
Pro krátké samohlásky existují vokalizační značky, které se píší nad – a, u, nebo pod – i souhlásku, za kterou samohláska následuje. V případě dlouhé samohlásky se ještě přidá znak alif v případě á, já v případě í, nebo wáw v případě ú jako prodloužení samohlásky. V nevokalizovaných textech tak ve výsledku ze samohlásek zůstanou jen prodlužující znaky alif, já a wáw. Kromě toho existuje ještě vokalizační značka, která říká, že za danou souhláskou žádná samohláska není. Toto znaménko se nepoužije nad souhláskou, za kterou následuje tatáž souhláska. Místo toho se použije vokalizační značka šadda, které označuje zdvojení souhlásky. Vokalizační značka pro a, i a u se v běžném arabském textu neobjevuje, protože čtenář znalý arabštiny si ji dokáže domyslet z kontextu, nicméně pokud se v písmu objeví dvě stejné souhlásky za sebou, máme jistotu, že mezi nimi musí být nějaká samohláska (např. مملكة mamlaka, „království“). Další značky jako třeba šadda (označující zdvojení) se objevují i v nevokalizovaném textu.

## Podrobná tabulka
V Unicodu jsou arabská písmena od U+060C do U+06F9 a od U+FB56 do U+FEFC.
| obecná                  | název                  | samostat.       | na konci        | na začátku      | uprostřed       | na klávesnici (česká QWERTZ) | IPA             |
| Arabská písmena         | Arabská písmena        | Arabská písmena | Arabská písmena | Arabská písmena | Arabská písmena | Arabská písmena              | Arabská písmena |
| ----------------------- | ---------------------- | --------------- | --------------- | --------------- | --------------- | ---------------------------- | --------------- |
| ء                       | ’ (hamza)              | ﺀ               |                 |                 |                 | x                            | /ʔ/             |
| ا                       | a (alif)               | ﺍ               | ﺎ               |                 |                 | h                            | /aː/            |
| ب                       | b (bá)                 | ﺏ               | ﺏ               | ﺑ               | ﺒ               | f                            | /b/             |
| ت                       | t (tá)                 | ﺕ               | ﺖ               | ﺖ               | ﺘ               | j                            | /t/             |
| ث                       | th (thá)               | ﺙ               | ﺚ               | ﺛ               | ﺜ               | e                            | /θ/             |
| ج                       | j (džím)               | ﺝ               | ﺞ               | ﺟ               | ﺠ               | ú                            | /d͡ʒ/            |
| ح                       | ḥ (hrdelní há)         | ﺡ               | ﺢ               | ﺣ               | ﺤ               | p                            | /ħ/             |
| خ                       | kh (chá)               | ﺥ               | ﺦ               | ﺧ               | ﺨ               | o                            | /x/, /X/        |
| د                       | d (dál)                | ﺩ               | ﺪ               |                 |                 | )                            | /d/             |
| ذ                       | dh (dhál)              | ﺫ               | ﺬ               |                 |                 | ;                            | /ð/             |
| ر                       | r (rá)                 | ﺭ               | ﺮ               |                 |                 | v                            | /r/             |
| ز                       | z (záj/zajn)           | ﺯ               | ﺰ               |                 |                 | .                            | /z/             |
| س                       | s (sín)                | ﺱ               | ﺲ               | ﺳ               | ﺴ               | s                            | /s/             |
| ش                       | sh (šín)               | ﺵ               | ﺶ               | ﺷ               | ﺸ               | a                            | /ʃ/             |
| ص                       | ṣ (sád)                | ﺹ               | ﺺ               | ﺻ               | ﺼ               | w                            | /sˤ/            |
| ض                       | ḍ (dád)                | ﺽ               | ﺾ               | ﺿ               | ﻀ               | q                            | /dˤ/            |
| ط                       | ṭ (tá)                 | ﻁ               | ﻂ               | ﻃ               | ﻄ               | §                            | /tˤ/            |
| ظ                       | ẓ (zá)                 | ﻅ               | ﻆ               | ﻇ               | ﻈ               | -                            | /ðˤ/            |
| ع                       | ‘ (ayn, ajn)           | ﻉ               | ﻊ               | ﻋ               | ﻌ               | u                            | /ʕ/             |
| غ                       | gh (ghajn)             | ﻍ               | ﻎ               | ﻏ               | ﻐ               | z                            | /ɣ/, /ʁ/        |
| ف                       | f (fá)                 | ﻑ               | ﻒ               | ﻓ               | ﻔ               | t                            | /f/             |
| ق                       | q (qáf)                | ﻕ               | ﻖ               | ﻗ               | ﻘ               | r                            | /q/             |
| ك                       | k (káf)                | ﻙ               | ﻚ               | ﻛ               | ﻜ               | ů                            | /k/             |
| ل                       | l (lám)                | ﻝ               | ﻞ               | ﻟ               | ﻠ               | g                            | /l/             |
| م                       | m (mím)                | ﻡ               | ﻢ               | ﻣ               | ﻤ               | l                            | /m/             |
| ن                       | n (nún)                | ﻥ               | ﻦ               | ﻧ               | ﻨ               | k                            | /n/             |
| ه                       | h (há)                 | ﻩ               | ﻪ               | ﻫ               | ﻬ               | i                            | /h/, /ħ/        |
| و                       | w (waw)                | ﻭ               | ﻮ               |                 |                 | ,                            | /w/, /uː/, /aw/ |
| ي                       | y (já)                 | ﻱ               | ﻲ               | ﻳ               | ﻴ               | d                            | /j/, /iː/, /aj/ |
| Nearabská písmena       |                        |                 |                 |                 |                 |                              |                 |
| پ                       | pá                     | ﭖ               | ﭗ               | ﭘ               | ﭙ               |                              |                 |
| چ                       | čá                     | ﭺ               | ﭻ               | ﭼ               | ﭽ               |                              |                 |
| ژ                       | žá                     | ﮊ               | ﮋ               |                 |                 |                              |                 |
| ڤ                       | vá                     | ڤ               |                 |                 |                 |                              |                 |
| ک                       | káhá                   | ﮎ               | ﮏ               | ﮐ               | ﮑ               |                              |                 |
| گ                       | gáf                    | ﮒ               | ﮓ               | ﮔ               | ﮕ               |                              |                 |
| Další znaky v arabštině |                        |                 |                 |                 |                 |                              |                 |
| َ                        | a                      | َ                |                 |                 |                 | Q                            |                 |
| ى                       | á (alif maqṣúrah)      | ﻯ               | ﻰ               |                 |                 | Qd                           |                 |
| ة                       | tá marbúta             | ﺓ               | ﺔ               |                 |                 | m                            |                 |
| ِ                        | i                      | ِ                |                 |                 |                 | A                            |                 |
| يِ                       | í                      | يِ               |                 |                 |                 | Ad                           |                 |
| إ                       | ʔi (alif s hamzou pod) | إ               |                 |                 |                 | Z                            |                 |
| ُ                        |                        | ُ                |                 |                 |                 | u                            |                 |
| ە                       |                        | ە               |                 |                 |                 | ae                           |                 |
| Dvojhlásky              |                        |                 |                 |                 |                 |                              |                 |
| وَْ                       | au (aw)                | وَْ               |                 |                 |                 | QX,                          |                 |
| يَْ                       | aj (ay)                | يَْ               |                 |                 |                 | QXd                          |                 |

Samohlásky jsou vyznačovány pomocí vokalizačních značek.